# Ottendorf-Okrilla
Ottendorf-Okrilla là một đô thị ở huyện Bautzen, bang tự do Sachsen, Đức. Đô thị Ottendorf-Okrilla có diện tích 25,88 km², dân số thời điểm ngày 31 tháng 12 năm 2006 là 10.094 người. Đô thị này có cự ly 20 km về phía tây bắc Dresden.
Các khu vực:
- Grünberg
- Hermsdorf
- Medingen
- Ottendorf-Okrilla